# 冯任
冯任（1580年—1642年），字重夫，号起衡，浙江慈谿縣人。明朝政治军事人物，以明季坚守山海关击退鞑靼和后金闻名于史。

## 生平
万历三十一年（1603年）癸卯科考中举人，万历三十五年（1607年）丁未科登进士，授吴江知县。任满升工部主事，累迁至郎中。万历末，由郎中出为成都府知府。天启元年，由成都府知府升任陕西按察副使、庄浪兵备。三年，转本省参政，驻凉州。以父病告归。崇祯元年起复任山东右参政、武德兵备道。三年五月升任广东按察使。四年三月，改山东按察使、登莱海防道、东江监军。四年升湖广右布政使，改山东左布政使、兵备天津道，“整饬天津道”。崇禎七年任副都御史、巡撫山海永平（山永巡撫），九年九月，清兵攻山海关之一片石、红山沟，冯任御却之。十三年，与兵部尚书杨嗣昌议不合，被免职。晚年自号拙存居士，解释说“人皆以巧败，我独以拙存”。崇禎十五年（1642年）卒，弘光元年，赠右都御史。

## 军功
天启四年（1624年）春，鞑靼聚众侵犯松山，被守臣冯任击败。
崇祯七年，筑山海关南北两翼城，修葺山海关城墙千余丈，扩建东胜城百余丈。出击盐屯获胜，因此加封二品服、俸禄。
崇祯九年丙子（1636年），清兵大举入关攻明，势如破竹。九月初九庚寅，大清兵攻山海关一片石，被时任巡抚冯任击败而撤退。

## 家族
曾祖冯玘。祖父冯世杰。父冯云龙。母王氏，継母罗氏。具庆下。